# Sông Zolotonoshka
Zolotonoshka (tiếng Ukraina: Золотоношка) là một sông nhỏ tại trung-nam Ukraina. Sông Zolotonoshka là phụ lưu tả ngạn của sông Dnepr (Dnipro). Tổng chiều dài của sông là 88 km hoặc 97 km. Diện tích lưu vực sông là 1260 km² hoặc 1077 km². Sông chảy trong huyện Zolotonosha của tỉnh Cherkasy
Sông Zolotonoshka bắt đầu ở vùng ngoại ô phía bắc khu định cư Drabiv. Sông chảy về phía nam theo hướng tây nam, ở vùng hạ lưu chảy theo hướng đông nam, phần cửa sông chảy theo hướng nam. Sông chảy vào sông Dnepr tại hồ chứa nước Kremenchuk gần làng Chekhivka.
Tên gọi của sông bắt nguồn từ một truyền thuyết rằng người Cossack Ukraina giấu vàng (zoloto-vàng) trong sông. Các nhà khoa học giải thích rằng cát ở đáy sông sáng lên dưới ánh mặt trời, khiến người ta liên tưởng đến vàng.
Ban đầu, vào năm 1957, chiều dài của sông là 92 km. Độ dốc 0,4 m/km. Lòng sông ở phần cửa sông (gần làng Chekhivka) ở độ cao 78,7 m so với mực nước biển, ở phần giữa (hồ chứa gần làng Ashanivka) - 102,1 m. Trong những năm 1960-1970, công việc cải tạo được thực hiện trên lưu vực sông để khai thác than bùn, khi đó sông được tháo cạn nước và sau đó được cấp nước lại, dẫn đến giảm mực nước, sau đó làm bồi đắp phù sa dòng chảy và đầm lầy hóa vùng bãi bồi. Kể từ năm 1944 có một trạm thủy văn trên sông gần thành phố Zolotonosha.
Thung lũng có dạng lòng máng, rộng 4 km. Bờ sông có cây cối rậm rạp. Bãi bồi sông rộng 400 m, đôi khi là đầm lầy. Sông hơi khúc khuỷu, rộng trung bình 5 m, dòng chảy được điều tiết bởi các ao. Nó được sử dụng để cung cấp nước cho công nghiệp và nông nghiệp, nuôi cá.
Sông nằm gần và phục vụ các nhu cầu cho thành phố Zolotonosha. Kể từ năm 2011, nước thải từ thành phố đổ trực tiếp ra sông mà không được xử lý, phá hoại hệ sinh thái của sông.